# Teucrium glandulosum
Teucrium glandulosum là một loài thực vật có hoa trong họ Hoa môi. Loài này được Kellogg miêu tả khoa học đầu tiên năm 1863.